# Лобудзь
Лобудзь (пол. Łobódź) — село в Польщі, у гміні Александрув-Лодзький Зґерського повіту Лодзинського воєводства.
Населення — 107 осіб (2011).

## Демографія
Демографічна структура станом на 31 березня 2011 року:
|          | Загалом | Допрацездатний вік | Працездатний вік | Постпрацездатний вік |
| -------- | ------- | ------------------ | ---------------- | -------------------- |
| Чоловіки | 54      | 14                 | 36               | 4                    |
| Жінки    | 53      | 9                  | 36               | 8                    |
| Разом    | 107     | 23                 | 72               | 12                   |